# 우마오당
우마오당(중국어 간체자: 五毛党, 정체자: 五毛黨, 병음: Wǔmáo dǎng, 영어: 50 Cent Party, 50 Cent Army)은 중국 내의 여론을 중국공산당에 유리하도록 하기 위하여 중국 당국에 의하여 고용된 인터넷 평론원(중국어 간체자: 网络评论员, 정체자: 網絡評論員, 병음: Wǎngluò pínglùn yuán)들을 구어체로 이르는 말이다. 이들은 중국 정부의 여론통제 정책의 일환으로, 절대다수 누리꾼들의 여론몰이를 주도하고 있다.

## 명칭과 유래
중국 당국에 의하여 고용된 인터넷 여론 조작원들은 일반적으로 중국에서 인터넷 평론원(중국어 간체자: 网络评论员, 정체자: 網絡評論員, 병음: Wǎngluò pínglùn yuán)이라고 불린다.
이러한 인터넷 평론원들은 게시글 하나당 중국 런민비로 '5마오'(5毛, = 5角)를 지급받는다는 사실이 알려지게 되면서 이들은 5마오라는 뜻의 우마오(오모, 중국어: 五毛, 병음: Wǔmáo) 또는 5마오를 받는 무리라는 뜻의 우마오당(오모당, 중국어 간체자: 五毛党, 정체자: 五毛黨, 병음: Wǔmáo dǎng)이라고 불리게 되었다.

## 역사
2004년 10월, 중국 창사 시의 중국공산당 중앙선전부는 일반적으로 중국에 알려진 전문적인 '인터넷 평론가'들을 처음으로 고용하기 시작했다.
2005년 3월, 중화인민공화국 교육부는 중국 대학교들의 전자 게시판 시스템을 검열하는 제도를 제정하였다. 난징 대학에서 운영되었던 'Little Lily'라는 인기있는 전자 게시판은 이로 인하여 강제적으로 폐쇄되었다. 이를 대체할 새로운 시스템이 생기자, 난징 대학측은 중국공산당의 입장과 상반\기 시작했다. 2007년 중반, 중국공산당 기구들과 학교에서 고용된 인터넷 평론가들은 상당히 많고 흔해지게 되었다. 상해사범대학은 대학내의 포럼에서 게시물들과 불만의 표시를 감시하기 위하여 재학생들을 알바로 고용했다. 이들 '인터넷 평론원'들은 단순히 '정치적'인 토론 뿐만 아니라, 일반적인 대화와 포럼에서도 활동했다. 이후, 몇 학교들과 지방정부들도 이와 유사한 팀을 구성하기 시작했다.
2007년 1월 23일, 중국 공산당 총서기 후진타오는 중국공산당 중앙정치국에서 열린 제38차 집단학습 때에 다음과 같이 주문했다.
"加强网上思想舆论阵地建设，掌握网上舆论主导权，提高网上引导水平，讲求引导艺术，积极运用新技术，加大正面宣传力度，形成积极向上的主流舆论"
"인터넷의 사상•여론 기지 건설을 강화하고, 여론 주도권을 장악하며, 인터넷을 지도하는 수준을 높이고, 예술을 이끌 방법을 강구하며, 적극적으로 신기술을 운용하고, 전면적인 선전의 강도를 높히며, 적극적으로 발전하는 주류여론을 형성할 것"
— 중국공산당 중앙정치국, 제38차 집단학습

정부는 각 인터넷 사이트에 위 내용의 담화를 일주일 간 보도할 것을 요구했다. 그 이후, 중국공산당 중앙판공청, 중화인민공화국 국무원판공청에서는 다음 사항을 요구하는 내용의 문서를 작성했다.
"政治素质过硬，网络技术水平高的同志，组成网络评论员队伍，他们要能用网民可以接受的方法和语言，积极引导网上舆论"
"정치적 소양이 뛰어나면서 인터넷 기술이 뛰어난 동지들로 하여금 '인터넷 평론원부대'를 조직하여, 네티즌들이 받아들일 수 있는 방법과 언어를 이용하여, 적극적으로 인터넷 여론을 인도한다."

 정부의 이러한 지령이 하달된 이후, 각 인터넷 사이트들과 학교, 지방정부는 '인터넷 평론원'의 고용과 활동, 평론정기적으로 평론원들이 상급 기관에 관련사항을 보고하는 행위를 매우 강화했다.

## 실태
중국의 중앙, 지방 정부는 인터넷 내 여론의 흐름을 조정하는 방법으로 첫째, 법으로 다스리는 것이고 둘째, 여론의 흐름에 직접 개입해 좌우해내는 것을 꼽고 있다. 우마오당은 둘째 방법의 최일선에 서 있는 일종의 인터넷 방범이라 볼 수 있다. 이들은 600위안 정도의 기본 급여를 받고 있으며 댓글을 달거나 부정 여론을 발견해 정부에 알리면 건당 5마오(毛)를 수당으로 받는다.
우마오당은 음지에서 활약하는 것을 기본 원칙으로 하기 때문에 규모에 대한 정확한 자료는 없다. 이들은 흔히 말하는 인터넷 알바가 아니고 정교한 조직을 지니고 있으며, 인터넷 평론원 양성반을 두고 지속적으로 교육을 받는 전문가 집단이다. 우마오당에 대한 감독 지침, 고과, 표창 등의 제도도 갖추고 있는 것으로 보아 이들은 앞으로 중국 인터넷 통제 정책에서 큰 비중을 차지할 것으로 전망된다.

## 같이 보기
- 홍위병
- 샤오펀홍(小粉紅, en:Little Pink)
- 훙커(레드 해커)
- 왕터
- 중화주의
- 황금방패
- 애스트로터핑
- 웹 브리게이즈(영어판) - 러시아판 우마오당
- 사쿠라 (일본)(일본어판) - 일본판 바람잡이
- 프로시민(일본어판) - 일반시민을 가장한 바람잡이
- 클릭사기
- 클릭 농장(클릭 팜)
- 클릭당 지불(PPC)
- 여론 조작 위해 수백만 인력 고용한 중국 정부